# Home Farm Football Club
L'Home Farm Football Club è una società calcistica con sede a Dublino.

## Storia
Il club è conosciuto per il suo florido settore giovanile che ha sfornato molti giocatori poi divenuti internazionali. Dal 1972 al 1999 il club ha militato in League of Ireland alternando Premier Division e First Division (l'equivalente di A e B italiane). Dal 1999 in poi il club ha rinunciato a partecipare a campionati professionistici ed attualmente milita nel campionato provinciale del Leinster.

## Cronistoria
- 1928: fondazione dell'Home Farm Football Club.
- 1972: fusione con il Drumcondra e cambio nome in Home Farm Drumcondra.
- 1975: vittoria in Coppa d'Irlanda.
- 1975: partecipazione in Coppa delle Coppe 1975-1976.
- 1995: cambio nome in Home Farm Everton per rapporti commerciali con l'Everton.
- 1999: il club si divide in 2: dalla divisione nascono l'Home Farm attuale ed il Dublin City.

I punti più alti della storia del club sono senz'altro due:
- La vittoria della coppa nazionale del 1975 (1-0 contro lo Shelbourne).[1]
- La partecipazione alla Coppa delle Coppe 1975-1976 (nella quale, però, l'Home Farm uscì al primo turno: dopo un buon 1-1 casalingo, subì un pesante 6-0 in trasferta contro il Lens).

## Stadio
Dal 1970 al 1989 lo stadio casalingo era il Tolka Park (9500 posti) che nel 1989 venne acquistato dallo Shelbourne. L'Home Farm si trasferì al Whitehall, di capacità decisamente inferiore.

## Palmarès

### Competizioni nazionali
- Coppa d'Irlanda: 1

1974-1975
- League of Ireland First Division Shield: 1

1997-1998
- FAI Intermediate Cup: 3

1962-1963, 1966-1967, 1967-1968

### Competizioni regionali
- Leinster Senior League: 2

1960-1961, 1963-1964
- Leinster Senior Cup: 1

1963-1964

### Competizioni giovanili
- Milk Cup: 1

1988 (Under-14)
- FAI Junior Cup: 1

1954-1955